# Abdul Ati al-Obeidi
Abdul Ati Obeidi (en árabe: عبد العاطي العبيدي‎) (Al Jabal al Akhdar, Libia; 10 de octubre de 1939–Trípoli, 16 de septiembre de 2023) fue un político y diplomático libio, que se desempeñó como Primer ministro de Libia del 2 de marzo de 1977 al 2 de marzo de 1979, durante el gobierno de Muamar el Gadafi. También fue ministro de Relaciones Exteriores y secretario general del Congreso General del Pueblo de Libia entre 1979 y 1981.

## Carrera
Como diplomático, fue embajador de Libia en Italia. En el cargo, en 1999 participó de las negociaciones de restablecimiento de relaciones diplomáticas entre Libia y Reino Unido, que se encontraban suspendidas desde 1984. Más tarde fue uno de los tres principales negociadores en la decisión de Libia de denunciar y abandonar su programa de armas nucleares.
En medio de la guerra civil de 2011 se desempeñó como ministro de Relaciones Exteriores. El 31 de agosto de 2011, las fuerzas rebeldes lo detuvieron al oeste de Trípoli. En junio de 2013, un tribunal lo declaró inocente de un cargo de mala gestión.